# Птеродактиль
Птерода́ктиль (лат. Pterodactylus, от греч. πτεροδάκτυλος, pterodaktulos — «крылатый палец») — род птерозавров, ископаемые остатки представителей которого были обнаружены преимущественно в Зольнхофенских известняках Германии, которые датируются концом юрского периода (ранний титон), 152,1—145 млн лет назад, хотя более фрагментарные ископаемые остатки были найдены в других странах Европы и в Африке.
Птеродактили были плотоядными птерозаврами и охотились преимущественно на рыбу и мелких животных. Как и у всех птерозавров, у птеродактилей были крылья, образованные кожно-мышечной мембраной, которая простиралась от удлинённого четвёртого пальца крыла к задним конечностям. Изнутри мембрана поддерживалась коллагеновыми волокнами, а снаружи — кератиновыми гребнями.
Pterodactylus antiquus — первый вид птерозавров, который получил название и был идентифицирован как летающая рептилия.

## Описание
Птеродактиль известен по более чем 30 ископаемым образцам и, хотя большинство из них являются подростковыми особями, многие сохранили полные скелеты. Pterodactylus antiquus был небольшим птерозавром, размах крыльев взрослой особи оценивается в 1 м (единственный взрослый экземпляр представлен с отделённым черепом). Предполагается, что размеры прочих видов были меньше. Возможно, некоторые из них представляют собой неполовозрелых особей птеродактиля, а также других птерозавров, живших в то же время, таких, как ктенохазма, германодактиль, Aerodactylus, Aurorazhdarcho и Gnathosaurus.
Черепа взрослых птеродактилей были длинными и тонкими и несли около 90 узких конических зубов. Зубы были длинными на кончиках обеих челюстей и становились тем меньше, чем глубже в пасти находились. Это отличало птеродактилей от родственных видов, чьи зубы отсутствовали на кончике верхней челюсти и были одинаковыми по размеру. Зубы птеродактиля также тянулись в глубь пасти гораздо дальше, чем у близкородственных видов, поскольку некоторые зубы присутствуют даже в передней части предглазнично-носового окна, крупнейшего отверстия в черепе. В отличие от родственных видов, череп и челюсти птеродактиля были прямыми, а не загнутыми вверх.
Птеродактиль, подобно родственным видам, имел гребень на черепе, который состоял, в основном, из мягких тканей. У взрослых особей гребень проходил между задней кромкой предглазничного окна и затылочной частью черепа. По крайней мере, у одного ископаемого образца гребень имел короткое костное основание, также находимое у родственных птерозавров, таких, как германодактиль. Костные гребни были найдены только на больших скелетах взрослых особей птеродактилей, и это указывает на то, что данная структура выполняла демонстрационную функцию и становилась больше по мере роста животного. Беннет (2013) отмечает: другие авторы утверждают, что гребень из мягких тканей у птеродактиля продолжался и за черепом; сам же Беннет не нашёл никаких доказательств этому. Два образца P. antiquus (голотип BSP AS I 739 и неполный череп BMMS 7 — самый большой череп P. antiquus) несут низкий костный гребень на черепах; у BMMS 7 он 47,5 мм длиной (примерно 24 % от расчётной общей длины черепа) и имеет максимальную высоту 0,9 мм над глазницей.

## Палеобиология

### Возрастные классы
Подобно другим птерозаврам (особенно, рамфоринху), образцы птеродактиля могут варьироваться в значительной степени, в зависимости от возраста или уровня зрелости. Пропорции костей конечностей, размер и форма черепа, а также размер и количество зубов менялись, поскольку животные росли. Поэтому некоторые виды птеродактиля могут оказаться одним и тем же видом на разных стадиях роста или даже совсем другими родами, родственными птеродактилю. Несколько глубоких исследований с использованием различных методов измерения кривых роста среди известных образцов указывают на то, что на самом деле существует только один действительный вид птеродактиля — P. antiquus.
Самый молодой неполовозрелый образец P. antiquus (альтернативно истолкованный как молодая особь среди отдельных образцов P. kochi) имеет небольшое количество зубов — всего 15, и зубы имеют относительно широкое основание. Зубы других образцов P. antiquus более узкие и многочисленные, у некоторых образцов их количество доходит до 90.
Все образцы птеродактиля можно разделить на два возрастных класса. У образцов первого возрастного класса черепа имеют длину от 15 до 45 мм. Второй возрастной класс характеризуется черепами длиной от 55 до 95 мм, однако принадлежавшими всё ещё неполовозрелым особям. Эти две первые размерные группы прежде классифицировались как подростковые и взрослые экземпляры P. kochi, пока дальнейшие исследования не показали, что даже предполагаемые «взрослые» особи были неполовозрелыми, и, возможно, они принадлежат к отдельному роду. Третий возрастной класс представлен образцами «традиционного» P. antiquus, а также некоторыми экземплярами, отнесёнными к P. kochi, которые перекрывают P. antiquus в размерах. Тем не менее, все образцы третьего класса также показывают признаки неполовозрелости. Полностью половозрелые особи птеродактиля остаются неизвестными, или, возможно, были ошибочно классифицированы как другой род.

### Рост и размножение
Образцы P. antiquus показывают, что особи этого вида, как и живший в то же время Rhamphorhynchus muensteri, скорее всего, размножались посезонно и росли в течение всей жизни. Птенцы нового поколения первого возрастного класса вылуплялись в сезон размножения и достигали размера второго возрастного класса к тому времени, как вылупилось следующее поколение. Таким образом в геологической летописи могли появляться скопления ископаемых остатков особей одного возраста и размера. Самый маленький размерный тип, вероятно, включал в себя особей моложе одного года, которые только начинали летать. Второй возрастной класс представлен образцами особей от одного до двух лет, а редкий третий класс охватывает образцы особей старше двух лет. Эта модель роста напоминает таковую у крокодилов, а не быстрый рост современных птиц.

### Модели дневного поведения
Сравнение склеротических колец P. antiquus и современных птиц и рептилий указывает на то, что птеродактили, возможно, вели дневной образ жизни. Это также может говорить о том, что птеродактили делили экологическую нишу с жившими в то же время ночными птерозаврами, такими, как ктенохазмы и рамфоринхи.

## История изучения
Типовой образец животного, известного ныне как птеродактиль, был одним из первых птерозавров, чьи ископаемые остатки были идентифицированы. Первый образец птеродактиля был описан итальянским учёным Алессандро Козимо Коллини в 1784 году на основе ископаемого скелета, найденного в Зольнхофенских известняках в Баварии. Коллини был куратором «Naturalienkabinett», или «кабинета природы» (предшественник современной концепции музея естественной истории), во дворце Карла Теодора, курфюрста Баварии в Мангейме. Образец был найден в известняковом карьере Айхштета и передан в коллекцию Фридриха Фердинанда, графа Паппенхайма, около 1780 года. Точная дата открытия образца и поступления в коллекцию неизвестна. Образец не был упомянут в каталоге коллекции 1767 года, и поэтому должен быть приобретённым между этой датой и 1784 годом, когда его описал Коллини. Это делает его самой ранней задокументированной находкой птерозавра. Другой образец, известный как «экземпляр Пестера», Pterodactylus micronyx, был описан в 1779 году; возможно, его обнаружили раньше образца из Мангейма, но поначалу он считался ископаемым ракообразным.
Коллини, в своём первом описании манхеймского образца, не опознал в птеродактиле летающее животное. На самом деле, Коллини не мог понять, что за животное перед ним, отвергая сходство с птицами и летучими мышами. Он предположил, что, возможно, это было морское существо, но не по причине анатомического строения, а из-за веры в то, что морские глубины скрывают множество неизвестных животных, подобных этому. Идея о том, что птерозавры были водными животными, сохранялась среди некоторых учёных до 1830 года, когда немецкий зоолог Иоганн Георг Ваглер опубликовал текст об «амфибиях», который включал иллюстрацию птеродактиля, использовавшего крылья как ласты. Ваглер зашёл так далеко, что классифицировал птеродактиля, наряду с другими водными позвоночными (а именно плезиозаврами, ихтиозаврами и однопроходными), как класс Gryphi, между птицами и млекопитающими.
Немецко-французский учёный Иоганн Герман был первым, кто заявил, что птеродактиль использовал четвёртый палец крыла для поддержания мембраны. В марте 1800 года Герман сообщил французскому натуралисту Жоржу Кювье о существовании окаменелости Коллини, посчитав её захваченной армией Наполеона и вывезенной в Париж в качестве военного трофея; в то время специальные французские политические комиссары систематически захватывали предметы искусства и объекты научного интереса. Герман послал Кювье письмо, содержащее его собственную интерпретацию образца (хотя он и не исследовал его лично), которого он посчитал млекопитающим, включая первую известную иллюстрацию восстановленного облика птерозавра. Герман нарисовал животное с кожистой мембраной, простиравшейся от длинного безымянного пальца к лодыжкам, и покрытым мехом. При этом, ни мембраны крыла, ни меха образец не сохранил. Герман также добавил мембрану между шеей и запястьем, как у летучих мышей. Кювье согласился с этой интерпретацией и, по предложению Германа, первым опубликовал эти идеи в декабре 1800 года в очень коротком описании. Кювье заметил: «Невозможно сомневаться, что длинный палец служил для поддержания мембраны, которая, за счёт удлинения передней конечности этого животного, сформировала хорошее крыло». Однако, в отличие от Германа, Кювье был убеждён, что животное было рептилией.
Образец на самом деле не был захвачен французами. Скорее всего, в 1802 году, после смерти Карла Теодора, его доставили в Мюнхен, где барон Иоганн Пауль Карл фон Молль получил всеобщее разрешение на освобождение от конфискации баварских коллекций. Кювье попросил фон Молля о разрешении изучить окаменелость, но был проинформирован, что образец не найден. В 1809 году Кювье опубликовал несколько более подробное описание, в котором он назвал животное «Ptero-Dactyle» и опроверг гипотезу Иоганна Фридриха Блуменбаха о том, что это была прибрежная птица.
Несмотря на ответ фон Молля, окаменелость не была утеряна; её изучал Самуэль Томас Зёммеринг, который прочитал публичную лекцию о ней 31 декабря 1810 года. В январе 1811 года он написал Кювье письмо, в котором выразил сожаление о том, что только сейчас был проинформирован о просьбе Кювье о предоставлении информации. Его лекция была опубликована в 1812 году, и в ней Зёммеринг назвал вид Ornithocephalus antiquus. Животное было описано и как млекопитающее (летучая мышь), и как форма между млекопитающими и птицами, но не занимающая промежуточное положение, а как находящаяся в неком «сродстве» или архетипе. Кювье с этим не согласился и в том же году в своей работе «Ossemens fossiles» предоставил длинное описание, в котором ещё раз подтвердил, что животное было рептилией. Так было до 1817 года, когда на свет извлекли ещё один экземпляр птеродактиля, опять из Зольнхофена. Этот крошечный экземпляр в том же году Зёммеринг описал как Ornithocephalus brevirostris, названный так из-за короткой морды. Ныне этот образец расценивается как подростковая особь, причём, не обязательно того же рода; вероятнее всего, это ктенохазма. Он опубликовал первое восстановление скелета птерозавра. Это восстановление было крайне неточным: Зёммеринг спутал длинные пястные кости с костями предплечья, кости предплечья — с плечевой костью, плечевую кость — с грудиной, а грудину — с лопатками. Зёммеринг не изменил своего мнения, считая эти формы жизни летучими мышами, и такая модель интерпретации птерозавров в научной среде продержалось достаточно долго — по крайней мере, до 1860 года, когда их сочли рептилиями. Птерозавров представляли в то время как четвероногих, неуклюжих на земле, мохнатых, теплокровных животных с мембранами на крыльях, достигавшими лодыжек. Некоторые из этих гипотез были подтверждены современными исследователями, некоторые опровергнуты, некоторые остаются спорными. Многие ученые считают, что птеродактили имели голосовые связки и издавали характерные звуки для привлечения партнеров. 

## Классификация
Род, известный сегодня как птеродактиль, изначально был назван Кювье «Petro-Dactyle» в 1809 году, хотя это было типографской ошибкой, позже исправленной на Ptéro-Dactyle. В 1812 году Самуэль Томас Зёммеринг назвал тот же образец Ornithocephalus antiquus. Название рода исправил на текущее Pterodactylus Константэн Самуэль Рафинеск в 1815 году. Не знакомый с публикацией Рафинеска Кювье в 1819 году также исправил название рода, и видовое название, которое он дал, longirostris, имеет приоритет над antiquus Зёммеринга. В 1888 году Ричард Лидеккер указал название Pterodactylus antiquus в качестве типового вида. Оригинальный образец — голотип рода BSP No. AS.I.739.
Герман фон Майер в 1830 году использовал название Pterodactyli, куда включил птеродактиля и всех птерозавров, известных в то время. Название было исправлено на семейство Pterodactylidae князем Шарлем Люсьеном Бонапартом в 1838 году. Это семейство ещё недавно использовалось для обозначения многих аналогичных видов из Германии и других стран, хотя недавние исследования показывают, что она может быть парафилетической или полифилетической группой по отношению к более продвинутым членам группы Ctenochasmatoidea (или Archaeopterodactyloidea).

### Виды
С момента открытия к роду птеродактили было отнесено множество видов. В первой половине XIX века любые новые виды относили к роду птеродактилей, который таким образом быстро стал «мусорной корзиной» таксонов. Даже после того, как явно отличающиеся экземпляры получили собственные родовые названия, из богатых залежей позднеюрских немецких месторождений регулярно извлекались всё новые образцы и создавались новые виды, часто на основе незначительно отличающегося материала.
Ревизия, проведённая Петером Велльнхофером около 1980 года, сократила количество видов примерно до полудюжины. Многие виды, отнесённые к птеродактилям, основывались на подростковых особях, впоследствии оказавшихся подростковыми особями других родов и видов. К 1990-м годам стало понятно, что это верно и в отношении большей части оставшихся видов. Например, P. elegans при многих исследованиях классифицировался как неполовозрелая особь ктенохазмы. Другим видом птеродактиля, изначально основанным на маленькой, птенцовой особи, был P. micronyx. Тем не менее, было трудно достоверно определить, к какому роду и виду относится ювенильная форма P. micronyx. Стефан Жюв, Кристофер Беннетт и другие однажды предположили, что это либо Gnathosaurus subulatus, либо один из видов ктенохазмы, хотя, после проведения дополнительных исследований, Беннетт отнёс его к роду Aurorazhdarcho.
Другим видом со сложной историей является P. longicollum, названный фон Майером в 1854 году на основе большого образца с длинной шеей и меньшим количеством зубов. Многие исследователи, в том числе Дэвид Анвин, нашли P. longicollum сильно отличающимся от P. kochi и P. antiquus. Анвин обнаружил большое сродство P. longicollum с Germanodactylus и потому требующим новое родовое название. Его иногда помещают в род Diopecephalus, поскольку Гарри Говир Сили создал этот род частично на основе ископаемого материала P. longicollum. Тем не менее, Беннетт показал, что типовой образец, отнесённый к Diopecephalus, был материалом P. kochi и его не следует рассматривать отдельно от рода птеродактили. Поэтому Diopecephalus является синонимом птеродактиля и, будучи таковым, недоступен для использования в качестве нового рода «P.» longicollum. В конечном счёте, «P.» longicollum стал типовым видом для отдельного рода Ardeadactylus. В 2014 году P. scolopaciceps, который прежде рассматривался в качестве младшего синонима, был перемещён в свой род Aerodactylus.
Единственными видами, хорошо изученными и представленными обширным материалом, оставленными в первые десятилетия XXI века, стали P. antiquus and P. kochi. Тем не менее, большинство исследований в период между 1995 и 2010 годами нашли мало оснований для разделения даже на эти два вида, и отнеслись к ним как к синонимам. В 1996 году Беннетт предположил, что различия между образцами P. kochi и P. antiquus можно объяснить различиями в возрасте. В статье 2004 года Жюв использовал другой метод анализа и пришёл к тому же результату, показавшему, что отличительные черты P. kochi связаны с возрастом, а также использовал математическое сравнение, чтобы доказать, что две формы являются различными стадиями роста одного вида. Дополнительный анализ образцов, опубликованный в 2013 году, показал, что некоторые из предполагаемых различий между P. antiquus и P. kochi произошли из-за ошибок измерения, что также подтверждает их синонимию. Тем не менее, в 2014 году Стивен Видович и Дэвид Мартилл пришли к выводу, что различия между P. antiquus и P. kochi (в том числе, более короткие шейные позвонки у P. kochi) достаточно существенны, чтобы различать их. Видович и Мартилл также провели филогенетический анализ, где обработали все соответствующие образцы в виде отдельных единиц, и нашли типовой образец P. kochi не образующим клады с P. antiquus. Учёные пришли к выводу, что род Diopecephalus может быть восстановлен для различия «P». kochi от P. antiquus и даже предположили, что Germanodactylus rhamphastinus, возможно, был взрослой формой «P». kochi, частично из-за коротких шейных позвонков и бо́льшего размера.